# Ricardo Verduguez
Ricardo Verduguez (Santa Cruz de la Sierra; 28 de julio de 1989) es un futbolista boliviano que juega de defensa.

## Clubes
| Club                   | País    | Año         |
| ---------------------- | ------- | ----------- |
| Blooming               | Bolivia | 2008 - 2009 |
| Guabirá                | Bolivia | 2010        |
| Blooming               | Bolivia | 2011 - 2013 |
| Guabirá                | Bolivia | 2013 - 2014 |
| San José               | Bolivia | 2014 - 2015 |
| Nacional Potosí        | Bolivia | 2015 - 2016 |
| Jorge Wilstermann      | Bolivia | 2016        |
| Nacional Potosí        | Bolivia | 2017        |
| Universitario de Sucre | Bolivia | 2017 - 2018 |